# Івон Корріво
Івон Корріво (англ. Yvon Corriveau, нар. 8 лютого 1967, Велланд) — колишній канадський хокеїст, що грав на позиції крайнього нападника.

## Ігрова кар'єра
Професійну хокейну кар'єру розпочав 1987 року.
1985 року був обраний на драфті НХЛ під 19-м загальним номером командою «Вашингтон Кепіталс». 
Протягом професійної клубної ігрової кар'єри, що тривала 19 років, захищав кольори команд «Вашингтон Кепіталс», «Гартфорд Вейлерс», «Сан-Хосе Шаркс», «Айсберен Берлін» та «Берлін Кепіталс».

## Нагороди та досягнення
- Володар Кубка Колдера в складі «Спрингфілд Індіанс» — 1991.